# Chuối nấu ăn

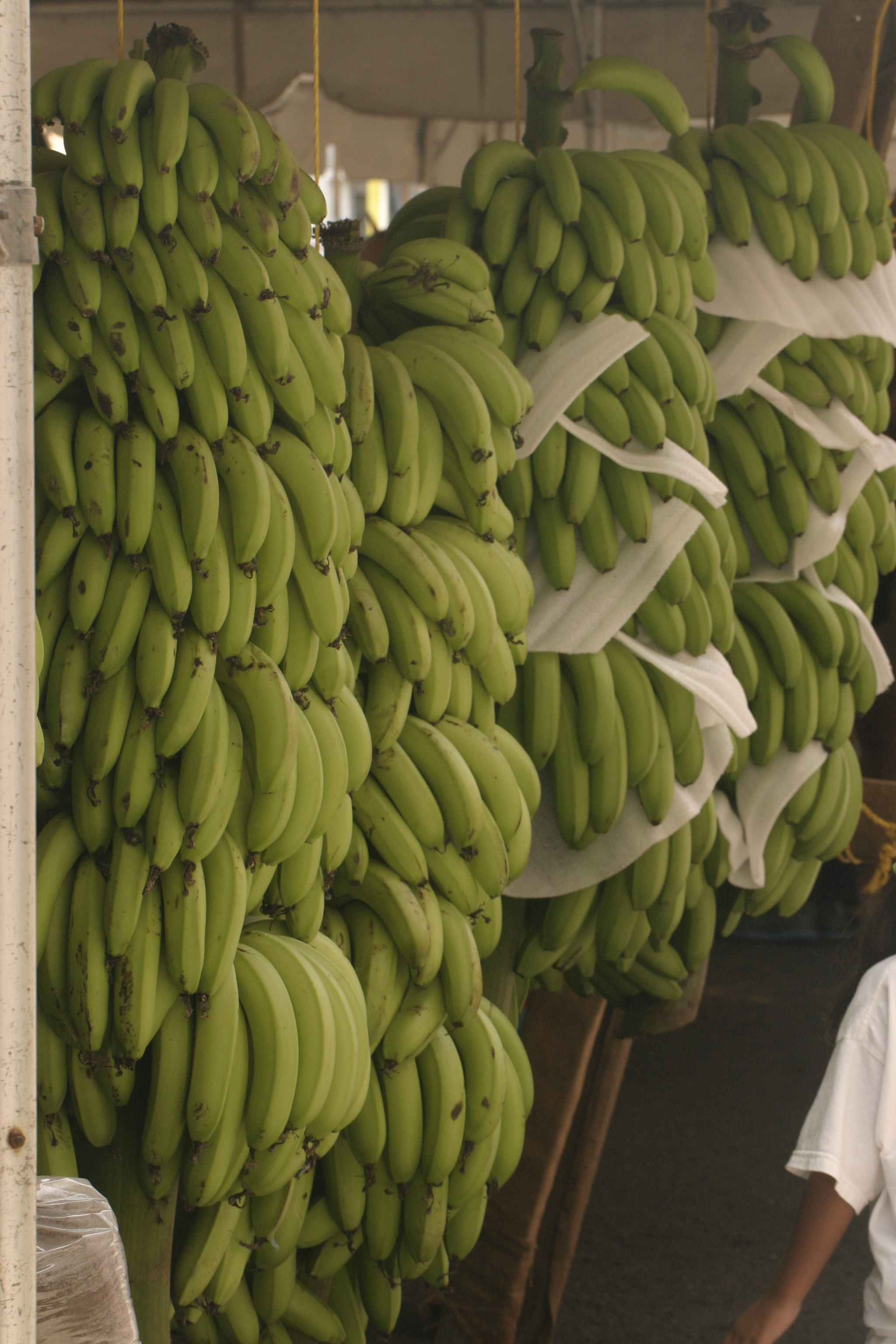
Các buồng chuối nấu ăn lớn

Chuối nấu ăn là tập hợp gồm nhiều giống chuối thuộc chi Musa có quả thường được sử dụng trong nấu ăn. Chuối này không thể ăn được khi tươi sống và thường giàu tinh bột. Các giống chuối nấu ăn được xếp thuộc nhóm AAB, AAA, ABB hoặc BBB. Chuối nấu ăn là thực phẩm thiết yếu tại nhiều vùng nhiệt đới trên thế giới, được xếp hạng quan trọng thứ mười trên thế giới, chiếm 0,3% lượng calo của loài người.
Chuối nấu ăn là lương thực chính ở Tây và Trung Phi, các đảo Caribe, Trung Mỹ và Bắc Nam Mỹ. Các thành viên của chi Musa là loài bản địa ở vùng nhiệt đới Đông Nam Á và châu Đại Dương. Chuối nấu ăn ra quả quanh năm, khiến chúng trở thành thực phẩm chứa tinh bột thiết yếu trong mọi mùa.
Chuối nấu ăn được xem là trái cây giàu tinh bột với hương vị tương đối vừa phải và kết cấu mềm khi nấu chín. Chuối nấu ăn có thể được ăn tươi; tuy nhiên, cách chế biến phổ biến nhất là chiên, luộc hoặc xay nhuyễn thành bột hoặc bột nhào.

## Mô tả
Chuối nấu ăn chứa nhiều tinh bột và ít đường hơn chuối thường, vì vậy chúng thường được nấu chín hoặc chế biến trước khi ăn. Chúng thường được luộc hoặc chiên khi ăn còn xanh và khi chế biến, chúng có thể được làm thành bột và chế biến thành các sản phẩm nướng như bánh ngọt, bánh mì và bánh kếp. Chuối nấu xanh cũng có thể được đun sôi và xay nhuyễn, sau đó dùng làm chất cô đặc cho súp. Chuối nấu ăn khi còn xanh, thịt quả thường cứng, vỏ thường cứng đến mức phải dùng dao cắt bỏ mới có thể loại bỏ được.
Chuối nấu ăn chín vàng có thể được bóc vỏ như những quả chuối thường; thịt quả mềm hơn khi quả còn xanh chưa chín và một số tinh bột đã được chuyển hóa thành đường. Chúng có thể được ăn tươi nhưng không có hương vị thơm ngon như chuối thường nên thường được nấu chín. Khi chiên chuối vàng, chúng có xu hướng chuyển sang màu caramel, xoay sang màu nâu vàng. Quả cũng có thể được luộc, nướng, quay trong lò vi sóng hoặc nướng trên than củi, lột vỏ hoặc không lột vỏ.
Chuối nấu ăn là thực phẩm thiết yếu tại nhiều vùng nhiệt đới trên thế giới, được xếp hạng quan trọng thứ mười trên thế giới, chiếm 0,3% lượng calo của loài người. Là một loại thực phẩm chủ yếu, chuối nấu ăn được xử lý theo cách tương tự như khoai tây, với hương vị và kết cấu trung tính tương tự khi quả chưa chín được nấu bằng cách hấp, luộc hoặc chiên.
Do cây ra quả quanh năm nên chuối nấu ăn là loại lương thực chủ yếu đáng tin cậy, đặc biệt ở các nước đang phát triển có công nghệ lưu trữ, bảo quản và vận chuyển thực phẩm còn hạn chế. Ở Châu Phi, chuối và chuối nấu ăn cung cấp hơn 25% nhu cầu calo cho hơn 70 triệu người. Các đồn điền trồng chuối nấu rất dễ bị bão phá hủy vì cây không chịu được gió lớn.
Một quả chuối nấu ăn trung bình cung cấp khoảng 220 kcal (920 kJ) năng lượng thực phẩm. Là nguồn cung cấp kali và chất xơ dồi dào. Nhựa từ vỏ quả cũng như toàn bộ cây có thể làm ố quần áo, tay và khó loại bỏ.

## Phân loại
Linnaeus ban đầu phân loại chuối thành hai loài chỉ dựa trên công dụng làm thực phẩm của chúng: Musa paradisiaca dùng làm chuối nấu ăn và Musa sapientum dùng làm chuối tráng miệng. Cả hai hiện nay được biết đến là con lai giữa loài Musa acuminata (bộ gen A) và Musa balbisiana (bộ gen B). Danh pháp được công bố trước đó, Musa × paradisiaca, hiện được sử dụng làm danh pháp khoa học cho tất cả các giống lai như vậy. Hầu hết các loại chuối nấu ăn hiện đại đều là cây tam bội vô sinh thuộc Nhóm AAB, đôi khi được gọi là "nhóm chuối nấu ăn". Các nhóm chuối nấu ăn quan trọng về mặt kinh tế khác bao gồm chuối Cao nguyên Đông Phi (phân nhóm Mutika/Lujugira) của Nhóm AAA và chuối nấu ăn Thái Bình Dương (bao gồm các phân nhóm Popoulo, Maoli và Iholena), cũng thuộc Nhóm AAB.
Nhiều loại chuối nấu ăn được gọi là plantain trong tiếng Anh (/ˈplæntɪn/, /plænˈteɪn/, /ˈplɑːntɪn/) hoặc 'chuối xanh'. Trong nghiên cứu thực vật học, thuật ngữ "plantain" chỉ được sử dụng cho giống chuối thuộc phân nhóm Plantain, trong khi các giống chuối có tinh bột khác dùng để nấu ăn được gọi là "chuối nấu ăn". Phân nhóm Plantain là giống quả nấu ăn thuộc nhóm AAB, trong khi chuối nấu ăn là bất kỳ giống quả nấu ăn nào thuộc nhóm AAB, AAA, ABB hoặc BBB. Danh pháp khoa học hiện được chấp nhận cho tất cả các giống cây trồng trong những nhóm này là Musa × paradisiaca (trùng với chuối tiêu). Chuối Fe'i (Musa × troglodytarum) từ Quần đảo Thái Bình Dương thường được rang hoặc luộc để ăn và do đó được gọi một cách không chính thức là "plantain miền núi", nhưng chúng không thuộc về bất kỳ loài thực vật nào là nguồn gốc của tất cả các giống chuối hiện đại.

## Món ăn

### Chiên
Chuối chiên ("Pisang goreng" trong tiếng Indonesia và tiếng Mã Lai) là một món ăn nhẹ từ chuối nấu ăn được chiên trong dầu dừa. Chuối chiên có thể được phủ bột hoặc chiên không cần bột. Đây là một món ăn nhẹ chủ yếu tìm được ở Indonesia, Malaysia, Singapore và Brunei.
Ethakka appam, pazham (chuối) boli hoặc pazham pori là những thuật ngữ được sử dụng cho chuối chiên ở bang Kerala, Ấn Độ. Chuối thường được nhúng vào gạo ngọt và bột mì trắng rồi chiên trong dầu dừa hoặc dầu thực vật, tương tự như món chuối chiên. Món còn được gọi là bajji ở các bang miền Nam Ấn Độ, nơi chúng thường được phục vụ như một món ăn nhanh vị mặn.
Ở Philippines, chuối chiên cũng được phục vụ với arroz a la cubana và thường được xem là một trong những thành phần đặc trưng của món ăn này.
Chuối nấu ăn được sử dụng trong món aloco của Bờ Biển Ngà như nguyên liệu chính. Chuối được chiên, phủ một lớp nước sốt hành tây-cà chua, thường có cá nướng giữa chuối và nước sốt.
Boli hay bole là thuật ngữ dùng để chỉ chuối nấu rang ở Nigeria. Chuối nấu thường được nướng và ăn kèm với cá nướng, đậu phộng xay và nước sốt dầu cọ nóng. Đây là món ăn có nguồn gốc từ người Yoruba ở Tây Nigeria. Nó phổ biến trong tầng lớp lao động như một bữa ăn trưa rẻ tiền.

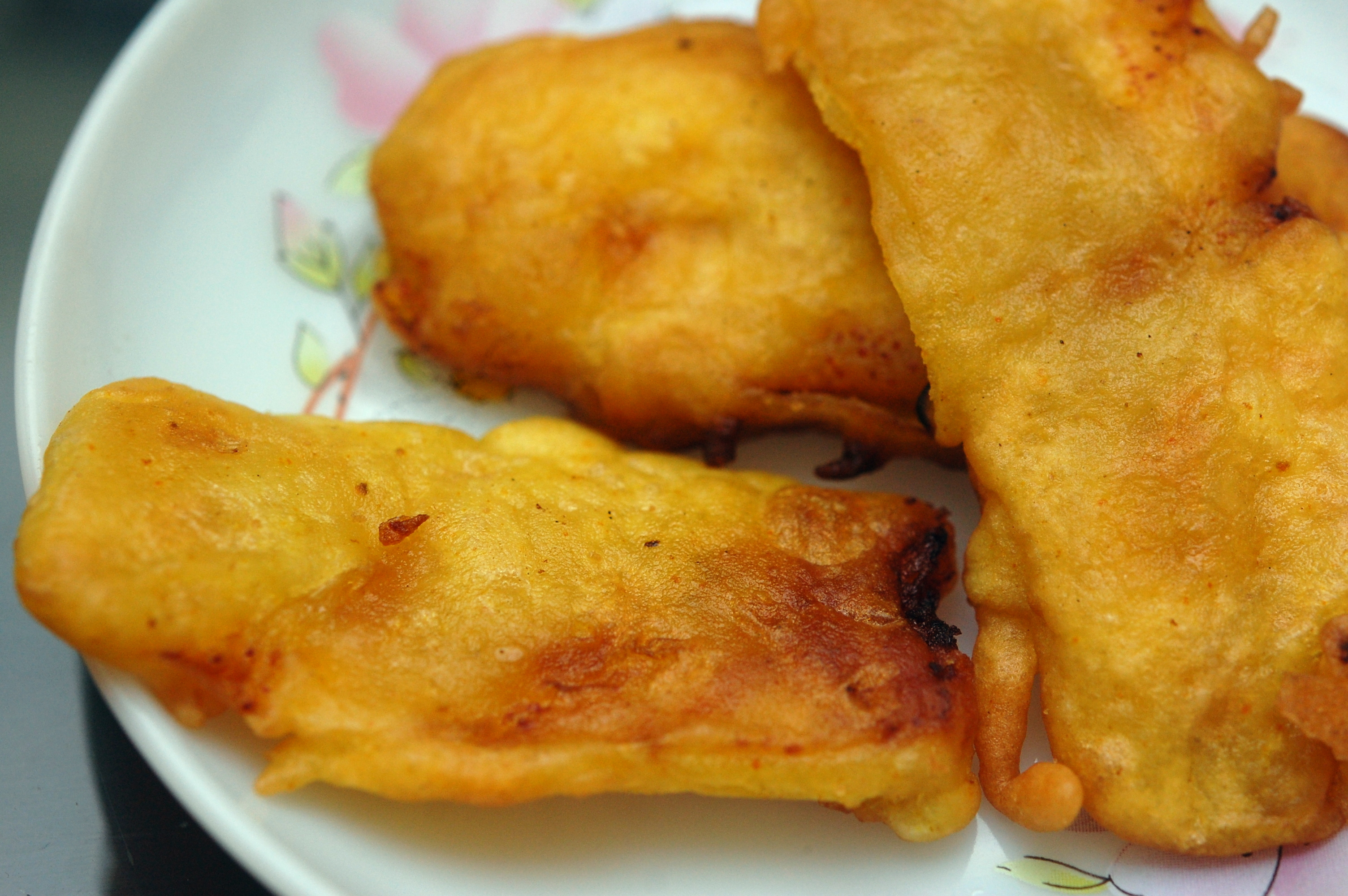
Pazham pori, một món chuối từ miền nam Ấn Độ

Chuối nấu ăn phổ biến ở Tây và Trung Phi, đặc biệt là Cameroon, Cộng hòa Dân chủ Congo, Bénin, Ghana và Nigeria; khi chuối nấu khi chín được chiên, thường được gọi là dodo ("bột-bột"). Chuối nấu khi chín thường được cắt chéo thành hình bầu dục lớn, sau đó chiên trong dầu cho đến khi có màu nâu vàng. Lát cắt chéo giúp tối đa hóa diện tích bề mặt, giúp chuối khi chiên chín đều. Chuối nấu chiên có thể ăn như vậy hoặc ăn kèm với món hầm hoặc nước sốt. Ở Ikire, một thị trấn thuộc bang Osun phía tây nam Nigeria, có một cách chế biến chuối nấu chiên đặc biệt được gọi là Dodo Ikire. Biến thể Dodo (món chuối nấu chiên) này được chế biến từ chuối nấu khi chín, cắt thành miếng nhỏ, rắc ớt rồi chiên trong dầu cọ đang sôi cho đến khi miếng chuối chuyển sang màu đen. Sau đó, chuối chiên được nhồi cẩn thận vào phễu nhựa rồi dùng chày gỗ ép lại và khi lấy ra sẽ có hình nón.
Ở Ghana, món ăn này được gọi là kelewele và có thể được tìm như một món ăn nhẹ được bán ở các gánh hàng rong. Mặc dù có nhiều loại ngọt hơn và cay hơn, nhưng kelewele thường có hương vị hạt nhục đậu khấu, bột ớt, gừng và muối.

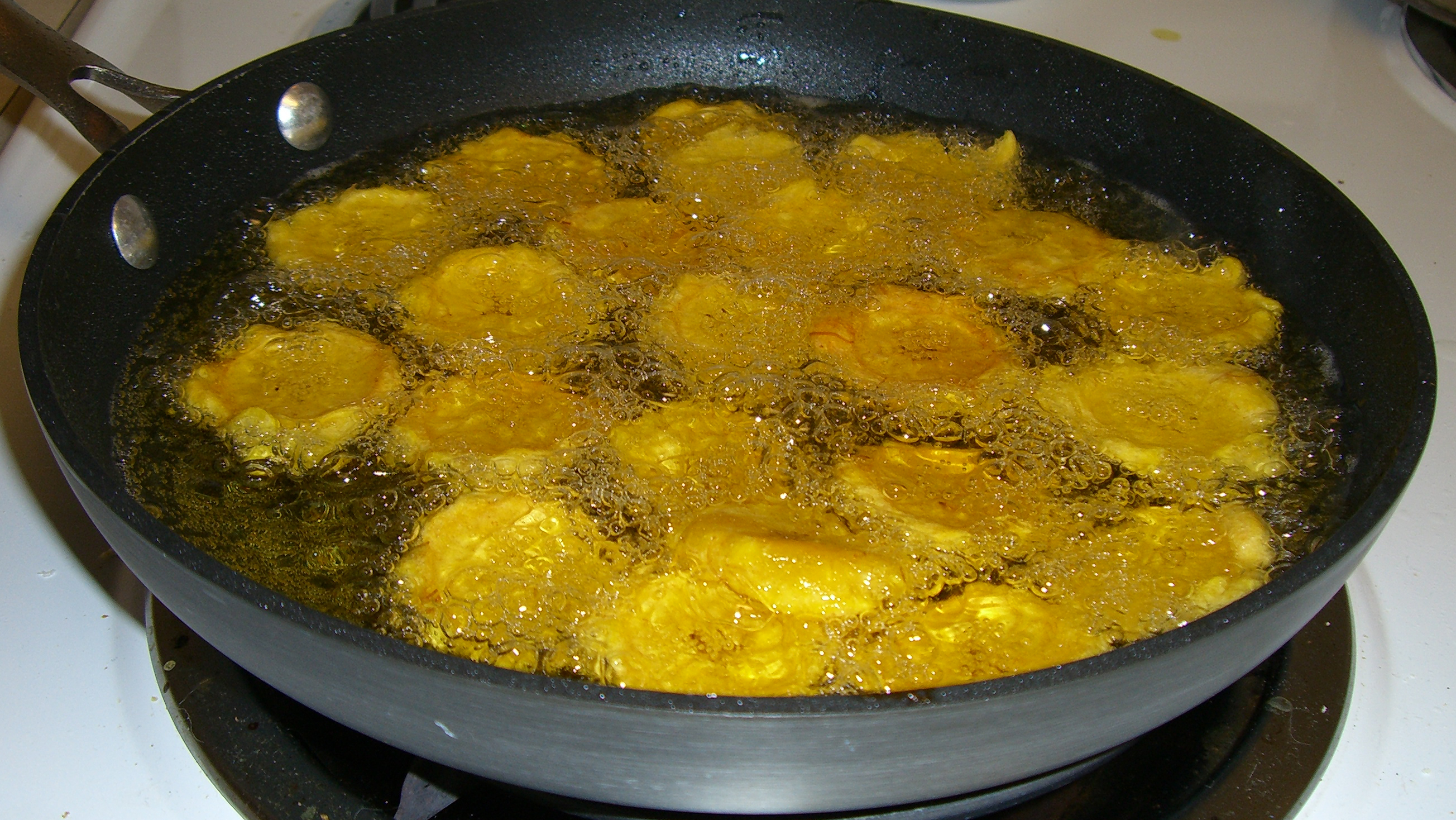
Tostones được chiên lần thứ hai

Ở Tây bán cầu, tostones (còn được gọi là banann peze ở Haiti, tachinos hoặc chatinos ở Cuba, platanos verdes fritos hoặc fritos verdes ở Cộng hòa Dominica và patacones ở Colombia, Costa Rica, Ecuador, Honduras, Panama, Peru và Venezuela) là món chuối nấu chiên được chiên hai lần, thường được dùng như món ăn phụ, món khai vị hoặc bữa ăn nhẹ. Chuối nấu được cắt thành miếng dài 4 cm (1,6 in) và chiên trong dầu. Sau đó, các miếng này được loại bỏ và đập riêng lẻ xuống còn khoảng một nửa chiều dài ban đầu. Cuối cùng, các miếng được chiên lại rồi nêm gia vị, thường với muối. Ở một số quốc gia, chẳng hạn như Cuba, Puerto Rico và Cộng hòa Dominica, tostones được nhúng vào nước sốt Creole từ thịt gà, lợn, bò hoặc tôm trước khi ăn. Ở Haiti, bannann peze thường được phục vụ với pikliz, một loại gia vị giống như món cải cắt trộn được làm từ bắp cải, hành tây, cà rốt và ớt Scotch bonnet. Ở Nicaragua, bánh mì nướng thường được phục vụ với pho mát chiên (Tostones con queso) và đôi khi với đậu chiên. Trong khi tên tostones được sử dụng để mô tả loại thực phẩm này khi được chế biến tại nhà, thì ở một số quốc gia Nam Mỹ, từ này cũng mô tả lát chuối nấu, thường được mua từ cửa hàng.
Ở miền tây Venezuela, phần lớn Colombia và Amazon thuộc Peru, patacones là một biến thể thường gặp của tostones. Chuối nấu ăn được cắt thành từng miếng dài và chiên trong dầu, sau đó dùng để làm bánh mì kẹp với thịt lợn, thịt bò, thịt gà, rau và sốt cà chua. Chúng có thể được chế biến bằng chuối nấu ăn patacon verde chưa chín hoặc patacon amarillo chín. Tostones ở Cộng hòa Dominica chỉ được chiên một lần và dày hơn lát cắt chiên. Mặc dù hầu hết các quốc gia Latinh đều có tên địa phương cho tostones, nhưng đây vẫn là tên gọi phổ biến ở tất cả các nước Mỹ Latinh.
Chifles là thuật ngữ tiếng Tây Ban Nha được sử dụng ở Peru và Ecuador để chỉ chuối nấu ăn còn xanh được cắt lát chiên (dày 1–2 mm (0,039–0,079 in)). Cũng được dùng để mô tả lát chuối nấu được thái mỏng hơn. Ở Nicaragua, chúng được gọi là "tajadas" và được thái mỏng theo chiều dài. Chúng thường được phục vụ cùng với nhiều món ăn, bao gồm cả fritanga và được bán theo từng túi.
Ở Honduras, Venezuela và miền Trung Colombia, những lát chuối chín chiên được gọi là tajadas. Chúng là phong tục trong hầu hết các bữa ăn điển hình, chẳng hạn như pabellón crioche của Venezuela. Người chủ nhà hoặc người phục vụ cũng có thể bày biện món như barandas (lan can bảo vệ), theo tiếng lóng thông thường, vì những lát cắt dài thường được đặt trên các mặt của một món ăn đầy đủ và do đó trông giống như vậy. Một số biến thể bao gồm thêm mật ong hoặc đường và chiên các lát trong bơ để có được caramel vàng kim; kết quả có vị ngọt hơn và mùi dễ chịu đặc trưng. Những lát cắt tương tự được gọi là amarillos và fritos maduros lần lượt ở Puerto Rico, Cuba và Cộng hòa Dominica. Ở Panama, tajadas được ăn hàng ngày cùng với cơm trắng, thịt và đậu, do đó trở thành một phần thiết yếu trong chế độ ăn của người Panama, cũng như ở Honduras. Ngược lại, ở Nicaragua, tajadas là những lát chuối nấu khi chưa chín được chiên và được phục vụ theo truyền thống kèm món fritanga, với thịt lợn chiên hoặc carne asada, hoặc ăn riêng trên lá chuối xanh, với salad bắp cải hoặc pho mát tươi hoặc chiên.

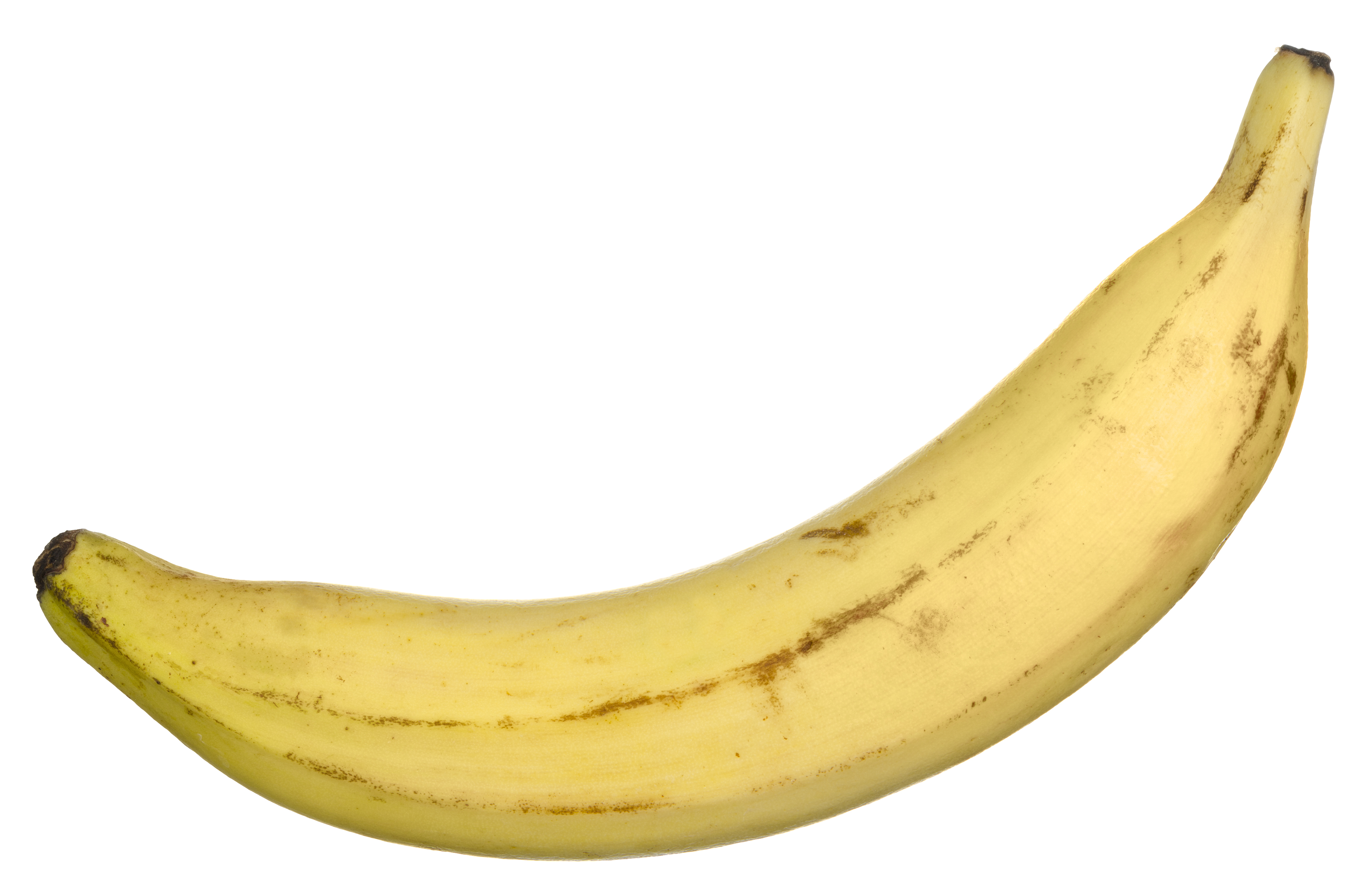
Chuối nấu ăn khi chín được sử dụng để làm maduros (còn được gọi là amarillos) trong ẩm thực Mỹ Latinh, trái ngược với tostones được làm bằng chuối nấu ăn khi chưa chín chứa nhiều tinh bột.

Trên bờ biển Caribe của Colombia, tajadas từ chuối nấu còn xanh chiên được tiêu thụ cùng với thịt nướng và là món ăn tương đương với khoai tây chiên kiểu Pháp của Châu Âu và Bắc Mỹ.
Sau khi loại bỏ vỏ, maduro có thể được thái lát (dày từ 3–20 mm (0,12–0,79 in)) và chiên ngập dầu cho đến khi có màu vàng nâu hoặc tùy theo sở thích. Ở Cộng hòa Dominica, Ecuador, Colombia, Honduras (nơi chúng thường được ăn với kem chua bản địa) và Venezuela, món ăn nướng trong lò, đôi khi với quế. Ở Puerto Rico, plátanos maduros nướng thường được ăn vào bữa sáng và ăn kèm với trứng (chủ yếu là trứng tráng với pho mát), chorizo hoặc thịt xông khói. Chỉ có muối được thêm vào chuối nấu còn xanh.
Tacacho là món chuối nướng của người Amazon có nguồn gốc từ Peru. Nó thường được phục vụ con cecina, với một ít thịt lợn.
Ở Venezuela, yo-yo là một món ăn truyền thống được làm từ hai lát ngắn của chuối nấu khi chín được chiên (xem Tajadas) đặt chồng lên nhau, với pho mát trắng mềm của địa phương ở giữa (theo kiểu giống bánh sandwich) và được cố định bằng tăm. Bố cục này được nhúng vào trứng đã đánh và chiên lại cho đến khi phô mai tan chảy và yo-yo có màu vàng đậm. Chúng được phục vụ như món phụ hoặc món khai vị.

### Luộc
Eto là một món ăn truyền thống của Ghana được chế biến bằng cách luộc và nghiền khoai lang hoặc chuối nấu ăn và thường thưởng thức với trứng luộc, lạc (đậu phộng) và quả bơ thái lát. Đối với loại chuối nấu có tên là 'Boodie eto', chuối có thể được sử dụng khi chưa chín, hơi chín hoặc chín hoàn toàn. Về mặt văn hóa, eto được cho cô dâu ăn vào ngày cưới, nhưng giờ đây cũng là một món ăn phổ biến được thưởng thức ngoài những dịp đặc biệt.
Món mangú truyền thống của Cộng hòa Dominica bao gồm chuối nấu còn xanh gọt vỏ và luộc chín, nghiền với nước nóng để đạt độ cứng hơn một chút so với khoai tây nghiền. Theo truyền thống, ăn món vào bữa sáng, phủ hành đỏ xào giấm táo và kèm theo trứng chiên, pho mát chiên hoặc xúc xích bologna chiên, được gọi là xúc xích salami Dominica.
Cháo chuối nấu cũng là một món ăn phổ biến khắp vùng Caribe, trong đó chuối nấu được luộc với sữa, quế và nhục đậu khấu để tạo thành món cháo đặc thường được dùng vào bữa sáng.

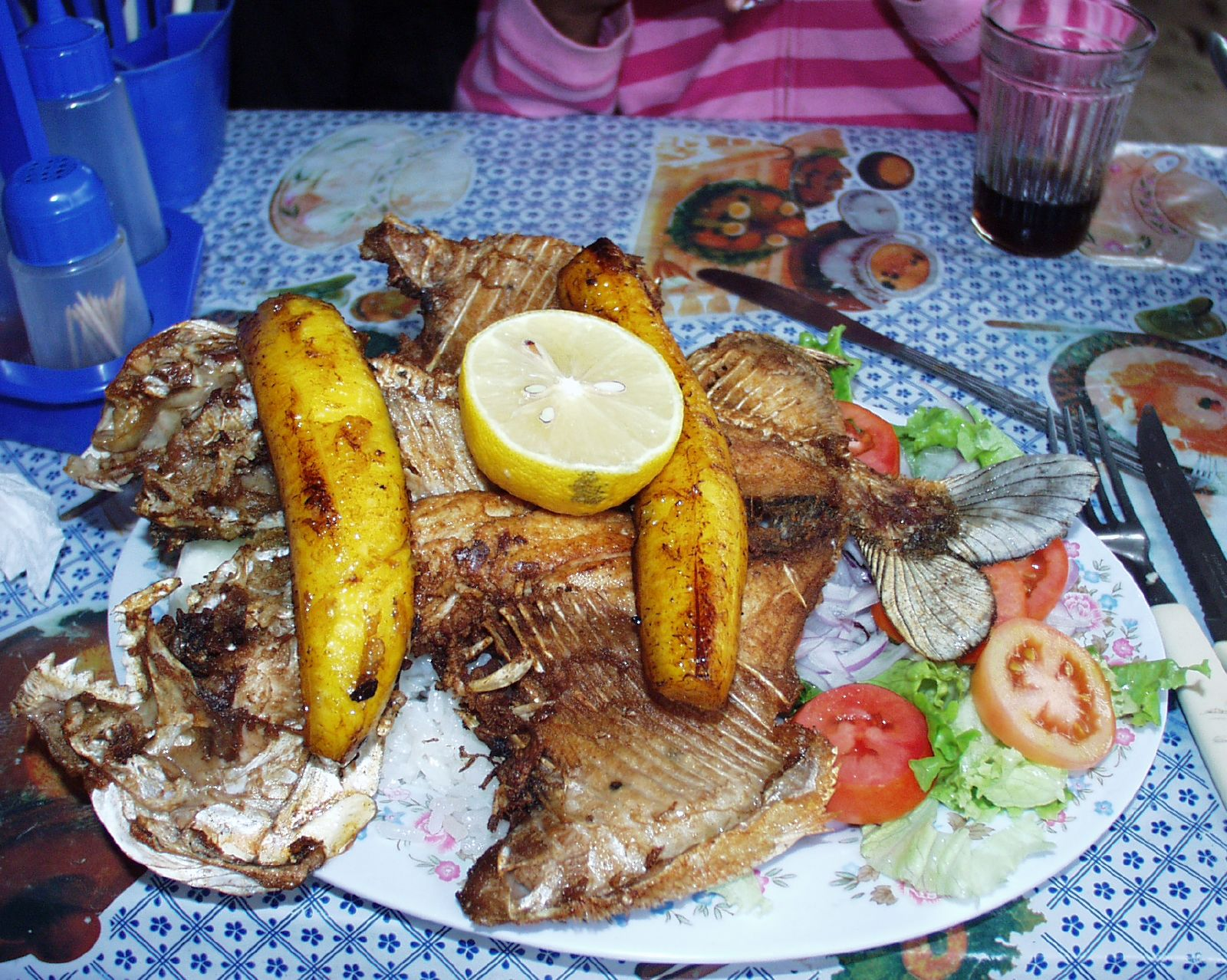
Chuối nấu ăn kèm với pacu chiên (Bolivia)

Ở Uganda, chuối nấu ăn được gọi là matooke hoặc matoke, đây cũng là tên của món chuối nấu hầm được chế biến rộng rãi ở Uganda, Tanzania, Rwanda và miền đông Congo. Chuối nấu ăn (cụ thể là chuối Cao nguyên Đông Phi) được gọt vỏ, bọc trong lá cây và cho vào nồi nấu (sfuria) khi thân cây đã được tách bỏ lá. Sau đó, nồi được đặt trên lửa than và matoke được hấp trong vài giờ. Khi chưa nấu chín, matoke có màu trắng và khá cứng, nhưng khi nấu sẽ mềm và có màu vàng. Matoke sau đó được nghiền nát trong khi vẫn còn bọc trong lá và dùng kèm với nước sốt làm từ rau, đậu phộng xay hoặc một số loại thịt như dê hoặc thịt bò.
Cayeye, còn được gọi là Mote de Guineo, là một món ăn truyền thống của Colombia từ Bờ biển Caribe của đất nước. Cayeye được làm bằng cách nấu những quả chuối thường hoặc chuối nấu ăn khi còn xanh, nhỏ, trong nước, sau đó nghiền và trộn chúng với refrito, làm từ hành, tỏi, ớt chuông đỏ, cà chua và achiote. Cayeye thường được phục vụ cho bữa sáng với pho mát Colombia tươi bào (Queso Costeño) và cá chiên, tôm, cua hoặc thịt bò. Phổ biến nhất là Cayeye với phô mai tươi, bơ và trứng chiên bên trên.

### Xay bột

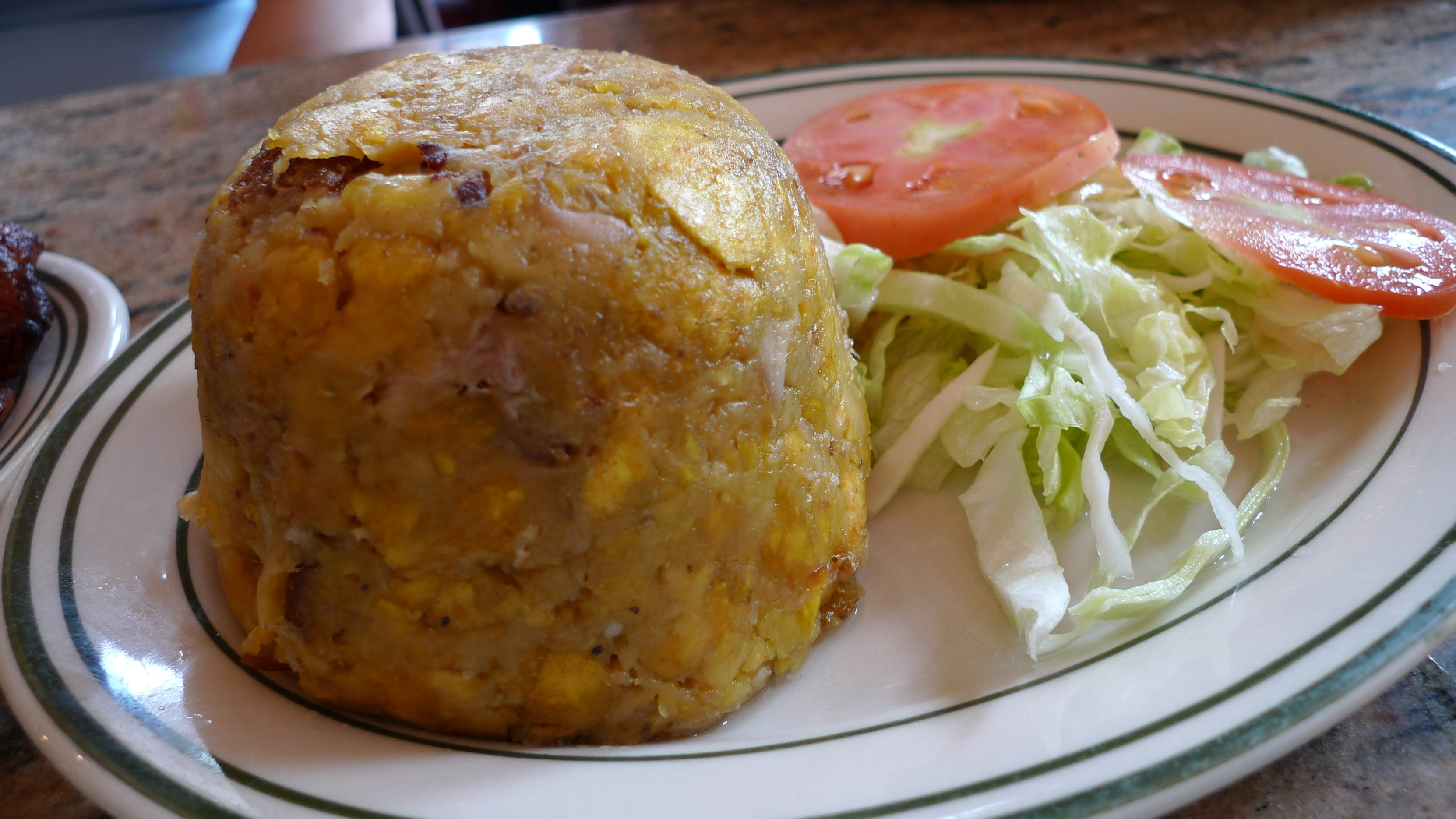
Mofongo kèm chicharrón

Ở Puerto Rico, mofongo được làm bằng cách nghiền chuối nấu chiên trong cối với chicharrón hoặc thịt xông khói, tỏi, dầu ô liu. Bất kỳ loại thịt, cá, động vật có vỏ, rau, gia vị hoặc thảo mộc cũng có thể được thêm vào. Hỗn hợp thu được được nặn thành hình trụ có kích thước khoảng hai nắm tay và ăn khi còn ấm, thường là với nước luộc gà. Mofongo relleno được phủ sốt Creole thay vì ăn kèm với nước luộc gà. Nước sốt Creole có thể gồm thịt bò hầm, thịt gà hoặc hải sản; được đổ vào một điểm trũng ở giữa, tạo hình bằng thìa phục vụ, trong mofongo. Chuối xanh nghiền và yautias cũng được sử dụng để tạo hình masa, một nguyên liệu phổ biến cho các món ăn như alcapurria, một loại đồ chiên mặn.
Fufu de platano là món ăn trưa truyền thống và rất phổ biến ở Cuba. Về cơ bản giống với món mofongo của Puerto Rico. Đây là một món fufu được làm bằng cách đun sôi chuối nấu trong nước và nghiền bằng nĩa. Sau đó, fufu được trộn với nước luộc gà và sofrito, một loại nước sốt làm từ mỡ lợn, tỏi, hành, tiêu, sốt cà chua, một chút giấm và thì là. Kết cấu của món fufu Cuba tương tự như món mofongo được ăn ở Puerto Rico, nhưng nó không được vo thành viên hoặc chiên. Fufu cũng là một món ăn truyền thống phổ biến có từ hàng thế kỷ trước được chế biến ở Côte d'Ivoire, Ghana, Nigeria, Cameroon và các quốc gia Tây và Trung Phi khác. Món được làm theo cách tương tự như món fufu của Cuba, nhưng được giã nhỏ và có một lớp dính dày, kết cấu giống như bột bả, sau đó được vo thành viên. Fufu Tây Phi đôi khi được làm riêng bằng sắn, khoai mỡ hoặc làm bằng chuối nấu kết hợp với sắn.

### Món khác
Mặc dù chuối nấu có nhiều tinh bột hơn và do đó thường được sử dụng trong các món mặn, nhưng nhiều món tráng miệng của Philippines cũng sử dụng chuối nấu ăn làm nguyên liệu chính, chẳng hạn như:
- Xiên chuối - chuối saba chín chiên phủ đường caramel.
- Binignit - món súp tráng miệng làm từ gạo nếp trong nước cốt dừa với chuối saba chín là một trong những nguyên liệu chính.
- Ginanggang - chuối saba nướng phủ bơ thực vật và đường.
- Maruya - bánh chuối chiên làm từ chuối saba và bột bánh.
- Minatamis na saging - chuối saba ninh trong siro ngọt. Hiếm khi được ăn một mình mà thay vào đó được dùng làm thành phần trong các món tráng miệng khác, đặc biệt là halo halo..
- Pritong saging - chuối saba chín chiên.
- Pinasugbo - chuối thái lát mỏng phủ đường caramel và hạt vừng rồi chiên cho đến khi giòn.
- Saba con hielo - một món tráng miệng đá bào chủ yếu sử dụng minatamis na saging và sữa.
- Turon - một loại món tráng miệng (món cuốn) làm từ chuối saba chín bọc trong lớp bánh crepe mỏng và chiên giòn.

Ở Ecuador, chuối được luộc, nghiền nhuyễn, tráng và chiên thành majado. Món ăn này thường được phục vụ với một tách cà phê và bít tết, cá hoặc phô mai bào. Là món ăn sáng phổ biến. Majado cũng được dùng làm nguyên liệu để chế biến món tigrillo và bolones. Để chế biến món tigrillo, majado được trộn với tóp mỡ lợn, trứng, pho mát, hành lá, rau mùi tây và ngò. Để chế biến bolones, majado được trộn với pho mát, tóp mỡ hoặc hỗn hợp cả hai. Hỗn hợp thu được sau đó được tạo hình dạng cầu và rồi chiên ngập dầu. Cả tigrillo và bolones thường được phục vụ cùng một tách cà phê.

## Chế phẩm khác

### Lát mỏng

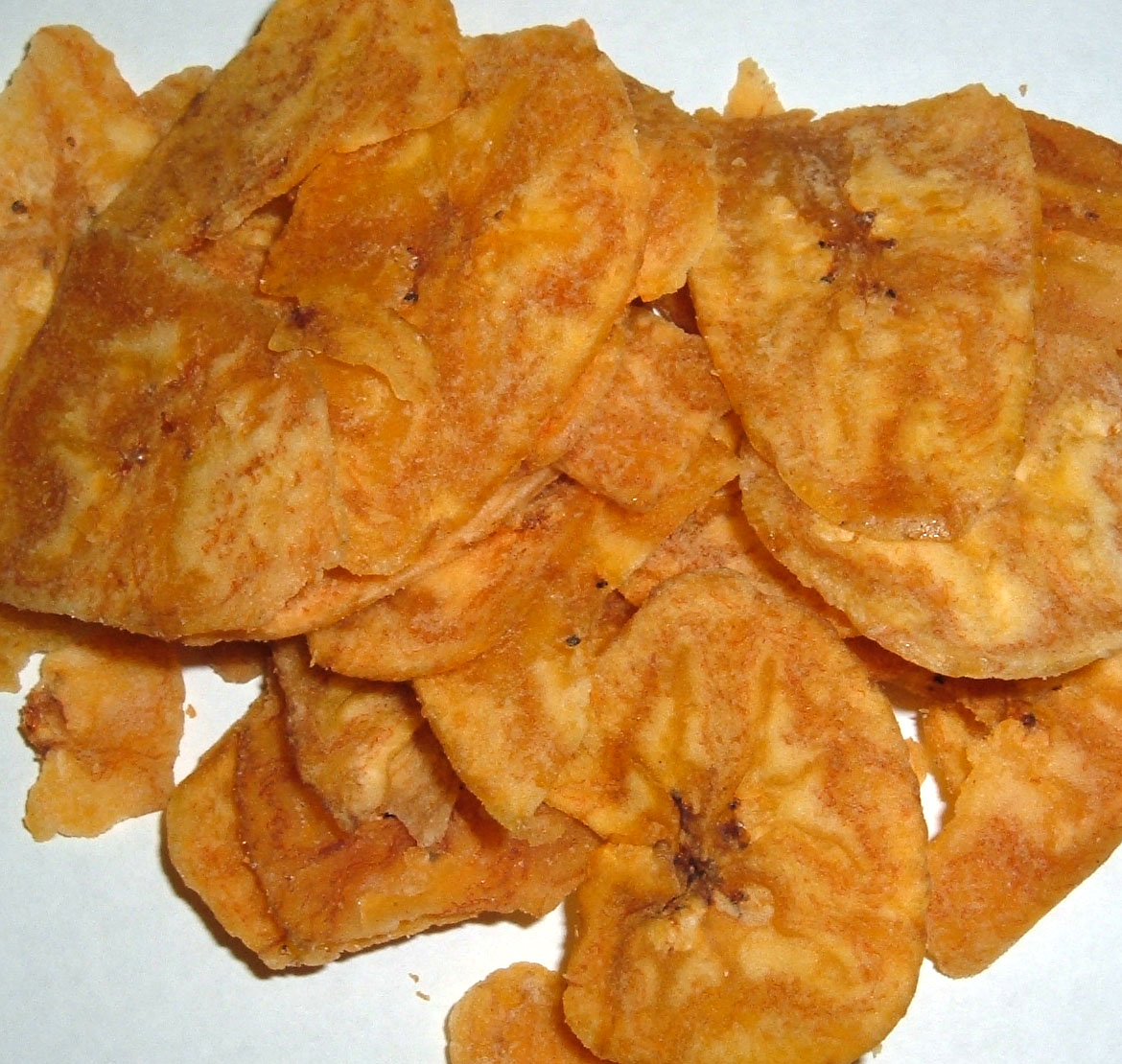
Lát chuối

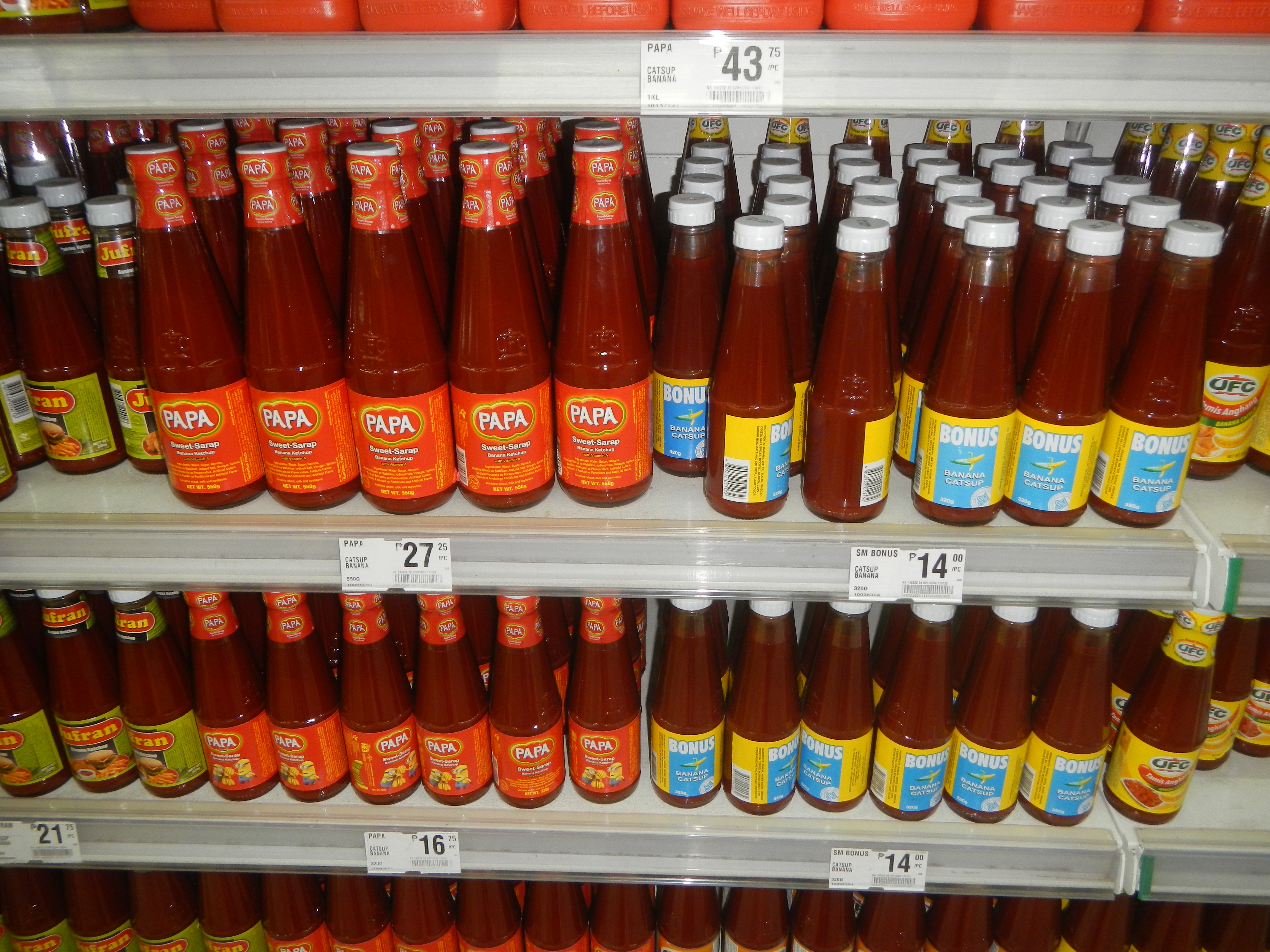
Nhiều nhãn hiệu sốt chuối từ Philippines

Sau khi loại bỏ vỏ, quả chưa chín có thể được thái lát mỏng và chiên ngập trong dầu nóng để tạo thành lát chuối. Chế phẩm mỏng từ chuối nấu được gọi là tostones, patacones hoặc plataninas ở một số quốc gia Trung Mỹ và Nam Mỹ, platanutres ở Puerto Rico, mariquitas hoặc chicharritas ở Cuba và chifles ở Ecuador và Peru. Ở Cuba, Cộng hòa Dominica, Guatemala, Puerto Rico và Venezuela, tostones thay vào đó dùng để chỉ những miếng chả dày hơn được chiên hai lần (xem bên dưới). Ở Cuba, lát chuối nấu được gọi là mariquitas. Chúng được thái mỏng và chiên trong dầu cho đến khi vàng óng. Đây là món khai vị phổ biến được phục vụ cùng với món chính. Ở Colombia, chúng được gọi là platanitos và được ăn cùng với suero atollabuey như một món nhẹ. Tostada dùng để chỉ một loại chuối nấu còn xanh, chưa chín đã được cắt thành nhiều phần, chiên, dạt mỏng, chiên lại và rắc muối. Những chiếc bánh tostadas này thường được phục vụ như một món phụ hoặc món nhẹ. Chúng còn được gọi là tostones hoặc patacones ở nhiều nước Mỹ Latinh. Ở Honduras, lát chuối được gọi là tajadas, có thể cắt theo chiều dọc để tạo thành biến thể được gọi là thanh chuối.
Chiên lát mỏng trong dầu dừa và rắc muối, được gọi là upperi hoặc kaya varuthathu, là một món ăn nhẹ ở Nam Ấn Độ ở Kerala. Chúng là món quan trọng trong sadya, một bữa tiệc chay được chuẩn bị trong các dịp lễ hội ở Kerala. Lát mỏng chiên thường được dán nhãn "lát chuối nấu" khi chúng được làm từ chuối nấu còn xanh có vị tinh bột, giống như khoai tây chiên. Ở Tamil Nadu, một biến thể mỏng được làm từ chuối nấu còn xanh được dùng để làm lát mỏng chiên tẩm muối, bột ớt và asafoetida. Trong ngôn ngữ Marathi miền Tây/miền Trung Ấn Độ, chuối nấu ăn được gọi là rajeli kela (nghĩa bóng là chuối "cỡ lớn") và thường được dùng để làm lát mỏng chiên.

### Bột khô
Chuối nấu ăn cũng được sấy khô và nghiền thành bột; "bột chuối" là một loại thực phẩm quan trọng.
Ở miền nam Ấn Độ, bột chuối khô được trộn với một ít bột hạt thì là rồi đun sôi trong sữa hoặc nước để làm thức ăn cho trẻ ăn cho đến khi trẻ được một tuổi.

### Đồ uống
Ở Peru, chuối nấu ăn được luộc và trộn với nước, gia vị và đường để làm chapo. Ở Kerala, chuối nấu khi chín được luộc với sago, nước cốt dừa, đường và gia vị để làm bánh pudding.

### Xốt
Philippines chế biến chuối saba thành xốt chuối độc đáo. Ban đầu món được phát minh vào Thế chiến thứ hai để thay thế cho xốt cà chua.

## Dinh dưỡng
Chuối nấu ăn có 32% carbohydrate, 2% chất xơ và 15% đường, 1% protein, 0,4% chất béo và 65% nước, đồng thời cung cấp 122 kcal (510 kJ) năng lượng thực phẩm trên 100 g (3,5 oz) trong một ngày theo khẩu phần tham chiếu    (bảng). Chuối nấu còn tươi là nguồn tuyệt vời (20% hoặc cao hơn Giá trị hàng ngày, DV) chứa vitamin B6 (23% DV) và vitamin C (22% DV), đồng thời là nguồn cung cấp magiê và kali tốt (10–19% DV) (bảng).
Chứa ít beta-carotene (457 microgam trên 100 gram), chuối nấu ăn không phải là nguồn cung cấp vitamin A tốt (bảng).

### So với thực phẩm thiết yếu khác
Bảng sau đây cho thấy hàm lượng dinh dưỡng của chuối nấu ăn tươi thô và các loại thực phẩm thiết yếu khác ở dạng tươi thô tính theo trọng lượng khô để tính đến hàm lượng nước khác nhau của chúng.
| Thực phẩm thiết yếu                    | Ngô (bắp)[A] | Gạo trắng[B] | Lúa mì[C] | Khoai tây[D] | Sắn (khoai mì)[E] | Đậu tương (đậu nành), xanh[F] | Khoai lang[G] | Khoai từ[Y] | Cao lương[H] | Chuối nấu ăn[Z] | RDA          |
| -------------------------------------- | ------------ | ------------ | --------- | ------------ | ----------------- | ----------------------------- | ------------- | ----------- | ------------ | --------------- | ------------ |
| Hàm lượng nước (%)                     | 10           | 12           | 13        | 79           | 60                | 68                            | 77            | 70          | 9            | 65              |              |
| Số gam tươi trên 100 g trọng lượng khô | 111          | 114          | 115       | 476          | 250               | 313                           | 435           | 333         | 110          | 286             |              |
| Dinh dưỡng                             |              |              |           |              |                   |                               |               |             |              |                 |              |
| Năng lượng (kJ)                        | 1698         | 1736         | 1574      | 1533         | 1675              | 1922                          | 1565          | 1647        | 1559         | 1460            | 8,368–10,460 |
| Protein (g)                            | 10.4         | 8.1          | 14.5      | 9.5          | 3.5               | 40.6                          | 7.0           | 5.0         | 12.4         | 3.7             | 50           |
| Chất béo (g)                           | 5.3          | 0.8          | 1.8       | 0.4          | 0.7               | 21.6                          | 0.2           | 0.6         | 3.6          | 1.1             | 44–77        |
| Carbohydrat (g)                        | 82           | 91           | 82        | 81           | 95                | 34                            | 87            | 93          | 82           | 91              | 130          |
| Chất xơ (g)                            | 8.1          | 1.5          | 14.0      | 10.5         | 4.5               | 13.1                          | 13.0          | 13.7        | 6.9          | 6.6             | 30           |
| Đường (g)                              | 0.7          | 0.1          | 0.5       | 3.7          | 4.3               | 0.0                           | 18.2          | 1.7         | 0.0          | 42.9            | tối thiểu    |
| Khoáng chất                            | [A]          | [B]          | [C]       | [D]          | [E]               | [F]                           | [G]           | [Y]         | [H]          | [Z]             | RDA          |
| Calci (mg)                             | 8            | 32           | 33        | 57           | 40                | 616                           | 130           | 57          | 31           | 9               | 1,000        |
| Sắt (mg)                               | 3.01         | 0.91         | 3.67      | 3.71         | 0.68              | 11.09                         | 2.65          | 1.80        | 4.84         | 1.71            | 8            |
| Magnesi (mg)                           | 141          | 28           | 145       | 110          | 53                | 203                           | 109           | 70          | 0            | 106             | 400          |
| Phosphor (mg)                          | 233          | 131          | 331       | 271          | 68                | 606                           | 204           | 183         | 315          | 97              | 700          |
| Kali (mg)                              | 319          | 131          | 417       | 2005         | 678               | 1938                          | 1465          | 2720        | 385          | 1426            | 4700         |
| Natri (mg)                             | 39           | 6            | 2         | 29           | 35                | 47                            | 239           | 30          | 7            | 11              | 1,500        |
| Kẽm (mg)                               | 2.46         | 1.24         | 3.05      | 1.38         | 0.85              | 3.09                          | 1.30          | 0.80        | 0.00         | 0.40            | 11           |
| Đồng (mg)                              | 0.34         | 0.25         | 0.49      | 0.52         | 0.25              | 0.41                          | 0.65          | 0.60        | -            | 0.23            | 0.9          |
| Mangan (mg)                            | 0.54         | 1.24         | 4.59      | 0.71         | 0.95              | 1.72                          | 1.13          | 1.33        | -            | -               | 2.3          |
| Seleni (μg)                            | 17.2         | 17.2         | 81.3      | 1.4          | 1.8               | 4.7                           | 2.6           | 2.3         | 0.0          | 4.3             | 55           |
| Vitamin                                | [A]          | [B]          | [C]       | [D]          | [E]               | [F]                           | [G]           | [Y]         | [H]          | [Z]             | RDA          |
| Vitamin C (mg)                         | 0.0          | 0.0          | 0.0       | 93.8         | 51.5              | 90.6                          | 10.4          | 57.0        | 0.0          | 52.6            | 90           |
| Thiamin (B1) (mg)                      | 0.43         | 0.08         | 0.34      | 0.38         | 0.23              | 1.38                          | 0.35          | 0.37        | 0.26         | 0.14            | 1.2          |
| Riboflavin (B2) (mg)                   | 0.22         | 0.06         | 0.14      | 0.14         | 0.13              | 0.56                          | 0.26          | 0.10        | 0.15         | 0.14            | 1.3          |
| Niacin (B3) (mg)                       | 4.03         | 1.82         | 6.28      | 5.00         | 2.13              | 5.16                          | 2.43          | 1.83        | 3.22         | 1.97            | 16           |
| Acid pantothenic (B5) (mg)             | 0.47         | 1.15         | 1.09      | 1.43         | 0.28              | 0.47                          | 3.48          | 1.03        | -            | 0.74            | 5            |
| Vitamin B6 (mg)                        | 0.69         | 0.18         | 0.34      | 1.43         | 0.23              | 0.22                          | 0.91          | 0.97        | -            | 0.86            | 1.3          |
| Tổng số Folate (B9) (μg)               | 21           | 9            | 44        | 76           | 68                | 516                           | 48            | 77          | 0            | 63              | 400          |
| Vitamin A (IU)                         | 238          | 0            | 10        | 10           | 33                | 563                           | 4178          | 460         | 0            | 3220            | 5000         |
| Vitamin E, alpha-tocopherol (mg)       | 0.54         | 0.13         | 1.16      | 0.05         | 0.48              | 0.00                          | 1.13          | 1.30        | 0.00         | 0.40            | 15           |
| Vitamin K1 (μg)                        | 0.3          | 0.1          | 2.2       | 9.0          | 4.8               | 0.0                           | 7.8           | 8.7         | 0.0          | 2.0             | 120          |
| Beta-carotene (μg)                     | 108          | 0            | 6         | 5            | 20                | 0                             | 36996         | 277         | 0            | 1306            | 10500        |
| Lutein+zeaxanthin (μg)                 | 1506         | 0            | 253       | 38           | 0                 | 0                             | 0             | 0           | 0            | 86              | 6000         |
| Chất béo                               | [A]          | [B]          | [C]       | [D]          | [E]               | [F]                           | [G]           | [Y]         | [H]          | [Z]             | RDA          |
| Acid béo bão hòa (g)                   | 0.74         | 0.20         | 0.30      | 0.14         | 0.18              | 2.47                          | 0.09          | 0.13        | 0.51         | 0.40            | tối thiểu    |
| Acid béo không bão hòa đơn (g)         | 1.39         | 0.24         | 0.23      | 0.00         | 0.20              | 4.00                          | 0.00          | 0.03        | 1.09         | 0.09            | 22–55        |
| Acid béo không bão hòa đa (g)          | 2.40         | 0.20         | 0.72      | 0.19         | 0.13              | 10.00                         | 0.04          | 0.27        | 1.51         | 0.20            | 13–19        |
|                                        | [A]          | [B]          | [C]       | [D]          | [E]               | [F]                           | [G]           | [Y]         | [H]          | [Z]             | RDA          |

A  ngô vàng, tươi

B  gạo trắng hạt dài, tươi, chưa làm sạch

C  lúa mì mùa đông, hạt đỏ, cứng, tươi

D  khoai tây tươi, còn vỏ

E  sắn tươi

F  đậu tương xanh tươi

G  khoai lang tươi

H  cao lương tươi

Y  khoai từ tươi

Z  chuối nấu ăn, tươi

/*  không chính thức

## Dị ứng
Dị ứng với chuối và chuối nấu ăn xảy ra với các điểm đặc trưng của dị ứng thực phẩm hoặc hội chứng trái cây có mủ, bao gồm ngứa và sưng nhẹ môi, lưỡi, vòm miệng hoặc cổ họng, nổi mẩn da, khó chịu ở dạ dày hoặc sốc phản vệ. Trong số hơn 1000 protein được xác định ở loài Musa có rất nhiều chất gây dị ứng protein được mô tả trước đây.